# Ausführungsgesetz zum KJHG
Die landesgesetzlichen Ausführungsgesetze zum KJHG bestimmen in Deutschland insbesondere die Träger der öffentlichen Jugendhilfe. Rechtsgrundlage ist die bundesgesetzliche Regelung in § 69 SGB VIII.

## Bedeutung
Mit der Bestimmung der Träger wird geklärt, welche Institutionen für die Durchführung der einzelnen Aufgaben der Kinder- und Jugendhilfe zuständig sind. Diese Institutionen sind die Jugendämter und die Landesjugendämter.
Die Aufgaben des Jugendamts werden durch den Jugendhilfeausschuss und die Verwaltung des Jugendamtes, die Aufgaben des Landesjugendamts durch den Landesjugendhilfeausschuss und die Verwaltung des Landesjugendamtes  wahrgenommen.

## Ausführungsgesetze der einzelnen Bundesländer
- Baden-Württemberg: Kinder- und Jugendhilfegesetz für Baden-Württemberg in der Fassung vom 14. April 2005[2]
- Bayern: Gesetz zur Ausführung der Sozialgesetze (AGSG) vom 8. Dezember 2006, Teil 7 Vorschriften für den Bereich des Achten Buches Sozialgesetzbuch – Kinder- und Jugendhilfe – und für weitere Regelungen des Kinder- und Jugendhilferechts[3]
- Berlin: Gesetz zur Ausführung des Kinder- und Jugendhilfegesetzes (AG KJHG) in der Fassung vom 27. April 2001[4]
- Brandenburg: Erstes Gesetz zur Ausführung des Achten Buches Sozialgesetzbuch – Kinder- und Jugendhilfe (AGKJHG) In der Fassung der Bekanntmachung vom 26. Juni 1997[5]
- Bremen: Erstes Gesetz zur Ausführung des Achten Buches Sozialgesetzbuch – Gesetz zur Ausführung des Kinder- und Jugendhilfegesetzes im Lande Bremen (BremAGKJHG) vom 17. September 1991[6]
- Hamburg: Hamburgisches Gesetz zur Ausführung des Achten Buches Sozialgesetzbuch – Kinder- und Jugendhilfe – (AG SGB VIII) vom 25. Juni 1997[7]
- Hessen: Hessisches Kinder- und Jugendhilfegesetzbuch (HKJGB) vom 18. Dezember 2006[8]
- Mecklenburg-Vorpommern: Gesetz zur Ausführung des Achten Buches des Sozialgesetzbuches – Kinder- und Jugendhilfe – (Landesjugendhilfeorganisationsgesetz -KJHG-Org M-V) vom 23. Februar 1993[9]
- Niedersachsen: Niedersächsisches Gesetz zur Ausführung des Achten Buchs des Sozialgesetzbuchs und zur Niedersächsischen Kinder- und Jugendkommission (Nds. AG SGB VIII) vom 5. Februar 1993[10]
- Nordrhein-Westfalen: Drittes Gesetz zur Ausführung des Kinder- und Jugendhilfegesetzes; Gesetz zur Förderung der Jugendarbeit, der Jugendsozialarbeit und des erzieherischen Kinder- und Jugendschutzes – Kinder- und Jugendförderungsgesetz – (3. AG-KJHG – KJFöG)[11]
- Rheinland-Pfalz: Landesgesetz zur Ausführung des Kinder- und Jugendhilfegesetzes (AGKJHG) vom 21. Dezember 1993[12]
- Saarland: Erstes Gesetz zur Ausführung des Kinder- und Jugendhilfegesetzes (AG KJHG) vom 9. Juli 1993[13]
- Sachsen: Ausführungsgesetz zum Sozialgesetzbuch Achtes Buch (SGB VIII) – Kinder und Jugendhilfe – und anderer Gesetze zum Schutz der Jugend für den Freistaat Sachsen vom 4. März 1992[14]
- Sachsen-Anhalt: Kinder- und Jugendhilfegesetz des Landes Sachsen-Anhalt (KJHG-LSA) vom 5. Mai 2000[15]
- Schleswig-Holstein: Erstes Gesetz zur Ausführung des Kinder- und Jugendhilfegesetzes (Jugendförderungsgesetz – JuFöG –) Schleswig-Holstein vom 5. Februar 1992[16]
- Thüringen: Thüringer Kinder- und Jugendhilfe-Ausführungsgesetz (ThürKJHAG) in der Fassung der Bekanntmachung vom 26. Februar 2009 (GVBl. S. 1), zuletzt geändert durch Art. 5 des Gesetzes vom 4. Mai 2010 (GVBl. S. 105)